# Други Роботек рат
У измишљеном Роботек свету, Други Роботек рат (2029-2030) је био сукоб између земаљске Армије Јужног крста и ванземаљских Господара Роботека. Други Роботек рат се завршио Пировом победом Армије Јужног крста. Рат је ослабио одбрану Земље до те тачке да она није могла представљати више него симболичан отпор Инвидима када су они напали 2031.

## Корени
Други Роботек рат води своје корене од краја Првог Роботек рата, прецизније од пораза Велике флоте Врховног команданта Зентраеда Долзе. Због неуспеха ове флоте да поврати фабрику Протокултуре сакривену у унутрашњости SDF-1, Господари Роботека су кренули ка Земљи да је сами поврате.

## Рат
Други Роботек рат је почео у јануару 2029, кратко након дипломирања прве класе Војне академије Уједињених земаљских снага. Први корак Господара Роботека је био изненадни напад на земаљске снаге на Месечевој бази Луна.
Флота Господара Роботека се борила против земаљских крстарица класе Тристар, разарача и других бродова. Већи део рата се одвијао на Земљи или близу ње и укључивао је Тактички оклопни свемирски корпус и Алфа тактички оклопни корпус. Друге земаљске јединице које су учесвовале у рату су биле Тактичко ваздухопловство, Глобална војна полиција, јединица цивилне одбране и летачки корпус цивилне одбране. У најважнијим биткама рата, ТОСК поручника Мари Кристал и 15. АТОК поручника Дејне Стерлинг су нанели највећи део штете флоти Господара Роботека (укључујући и један од шест бродова који је оборио 15. АТОК).
Рат се окончао у јуну 2030. када је командни брод Господара Роботека, заједно са ванземаљским вођама, уништен изнад остатака SDF-1. Резултујућа експлозија је случајно ослободила споре Цвећа живота из матрикса фабрике Протокултуре. Друга ванземаљска раса по имену Инвиди ће открити споре и доћи ће на Земљу.

## Последице
Пошто је Земља већ била тешко разорена од претходног Роботек рата и његових последица, у поређењеу са тим напади Господара Роботека су били слабији. Међутим, много гора штета је начињена глобалној влади. Рат је ослабио људски одговор на инвазију Инвида годину дана касније.